# Luigi Cesare Bollea
Luigi Cesare Bollea (Azeglio, 25 dicembre 1877 – Torino, 26 novembre 1934) è stato uno storico italiano.

## Biografia
Conseguì la laurea in Lettere presso l'Università di Torino il 16 luglio 1900, e quella in Filosofia, presso la stessa Università, l'anno seguente.
Dal 1905 insegnò storia e geografia presso il Regio Istituto Tecnico di Pavia, e si dedicò in maniera quasi esclusiva agli studi storici.
Allievo di Ferdinando Gabotto, fondatore della Società Storica Subalpina, ne seguì il metodo di ricerca scrupoloso e attento alla ricerca delle fonti.
Le pubblicazioni del Bollea riguardano quasi esclusivamente la storia del Piemonte, ove trascorse quasi tutta la sua vita. 
Nel 1911 passò da Pavia a Torino, per ritornare nella città lombarda dal 1919 al 1926. Da questa data fino alla morte, avvenuta il 26 novembre 1936 (a soli 58 anni), fu a Torino, insegnante di storia e storia dell'arte nel R. Liceo Artistico annesso alla R. Accademia di Belle Arti di Torino.
Nel 1923 divenne vicepresidente della Società Storica Subalpina, e nel 1929 direttore del Bollettino storico-bibliografico subalpino, incarico che tenne fino ai primi mesi del 1933.
Si dedicò agli studi di storia medievale e moderna, al Risorgimento e alla storia di Casa Savoia, curò edizioni di documenti medievali piemontesi e, nell'ultimo periodo, a studi di storia della letteratura e dell'arte.

## Opere
Volumi della collana Biblioteca della Società Storica Subalpina di cui fu curatore:
- E. Gabotto, G. Frola, V. Ansaldi e L. C. Bollea (a cura di), Cartari minori, II, 1911.
- L. C. Bollea (a cura di), Documenti degli archivi di Pavia relativi alla storia di Voghera (929-1300), 1909.
- L. C. Bollea (a cura di), Le carte dell'archivio capitolare di Torino.
- L. C. Bollea (a cura di), Cartario dell'abazia di Sant'Antonio di Ranverso.